# سد دامنة (حومة بم)
سد دامنة (بالفارسية: سیددامنه) هي قرية تقع في إيران في منطقة مركزية ريفية. يقدر عدد سكانها بـ 31 نسمة بحسب إحصاء 2016.